# Австралийская лейбористская партия
Австралийская лейбористская партия, АЛП (англ. Australian Labor Party, ALP), также известная как Австралийская рабочая партия — старейшая австралийская политическая партия левоцентристского толка. 
Истоки партии лежат в австралийском профсоюзном движении, с которым она поддерживает тесные связи. В партии существует индивидуальное и коллективное членство (аффилированные профсоюзы, которые совместно определяют политику партии, выбирают руководящие органы и определяют кандидатов на государственные должности). Большинство профсоюзов аффилированы с АЛП, и их членские взносы составляют значительную часть финансов партии. В партии также имеется около 50 000 индивидуальных членов. Лидера партии избирают парламентарии, входящие в лейбористскую фракцию. Партия является участником Прогрессивного альянса и бывшим членом Социалистического интернационала.

## История

### Создание и первые успехи
АЛП была создана ещё до аналогичных лейбористских партий в Великобритании и Новой Зеландии.
Начиная с 1892 года, когда у подножия «древа познания» был зачитан «Манифест Квинслендской лейбористской партии», в отдельных штатах Австралии (Новый Южный Уэльс, Квинсленд, Виктория) распространялось лейбористское движение.
В 1899 году в Квинсленде лейбористы впервые в мире сформировали местное правительство меньшинства, но оно просуществовало только неделю.
С образованием в 1901 году Австралийского союза лейбористы штатов вошли в парламент страны и учредили общенациональную партию. В принятой тогда программе демократические и прогрессистские требования (введение всеобщего избирательного права и пенсий по старости, обязательный арбитраж при трудовых спорах, отмена призыва и создание армии на добровольной основе) сочетались с расистским положением о политике «белой Австралии» (направленным против иммиграции в страну лиц азиатского происхождения), которое было отброшено только в 1960-х годах.
Уже тремя годами позже, в 1904 году, лидер партии Крис Уотсон стал премьер-министром и сформировал первый в Содружестве лейбористский кабинет. На протяжении следующего десятилетия АЛП трижды формировала правительство: в 1904, 1908, 1910—1913 и 1914—1915 гг., однако затем до 1941 года приходила к власти только в 1929—1931 годах, а всё остальное время правили кабинеты либералов и Аграрной партии.

### Расколы
В партии произошло несколько расколов. Так, во время Первой мировой войны партию покинул её лидер и премьер-министр Билли Хьюз — яростный сторонник тотальной войны, создавший собственную Национальную лейбористскую партию, объединившуюся затем с Либеральной партией Австралии, став Националистической партией.
В 1920 году ряд левых лейбористов вышел из неё, образовав Коммунистическую партию Австралии (в 1921—1922 годах вся Лейбористская партия и связанные с ней профсоюзы под влиянием революции 1917 года в России переместилась на более левые позиции, провозгласив своей целью «социализацию промышленности, производства, распределения и торговли»).
В 1931 году часть правого крыла во главе с премьер-министром Тасмании Джозефом Лайонсом образовало консервативную Партию единой Австралии, находившуюся у власти в 1931—1941 годах. В 1955 году от АЛП отделился ещё один правоконсервативный откол — Австралийская лейбористская партия (антикоммунистическая), принявшая затем наименование Демократическая лейбористская партия (ДЛП). Идейным вдохновителем ДЛП выступал католический активист Боб Сантамария, федеральным президентом партии являлся бывший депутат палаты представителей от АЛП Роберт Джошуа.

### 1940-е годы: лейбористы при власти
Во время Второй мировой войны лейбористское правительство под началом Джона Кэртина (1941—1945) отправило австралийские войска на Тихоокеанский театр военных действий, заложив основы будущего альянса АНЗЮС с США.
После смерти Кэртина Бен Чифли, возглавлявший правительство в 1945—1949 годах, под давлением левого крыла АЛП, особенно профсоюзов, пытался реализовывать политику демократического социализма посредством национализации ряда важных отраслей промышленности и развития государственного сектора экономики. В 1945 году была национализирована часть железнодорожного и воздушного транспорта, однако огосударствление банковской сферы было отменено Верховным судом Австралии в 1947 году. Были осуществлены реформы в сфере социального обеспечения и высшего образования, гарантирована 40-часовая рабочая неделя, внедрены льготы для шахтёров. Одновременно АЛП пыталась ограничить право на забастовку и подавляла стачки силовым путём.

### 1949—1972: в оппозиции
Уступив коалиции Либеральной и Национальной партий во главе с Робертом Мензисом, в 1949—1972 годах АЛП находилась в оппозиции, потеряв к 1960-м годам даже региональное влияние в штатах. В начале правления Мензиса лейбористы поддержали его законопроект о запрете компартии, но провалили референдум по внесению изменений (включая антикоммунистические) в конституцию Австралии.
В 1957 году на 22-й федеральной конференции партии в её программе целью была провозглашена «демократическая социализация промышленности, производства, распределения и обмена в той степени, которая необходима для ликвидации эксплуатации и других антисоциальных явлений»; кроме того, во время пребывания в оппозиции лейбористы много внимания уделяли разработке программ экономического планирования.

### Кабинет Гофа Уитлэма
Вернувшись к власти при премьерстве Гофа Уитлэма (1972—1975), партия добилась ряда политических и экономических реформ — отмены смертной казни и всеобщей воинской обязанности, предоставления всеобщего медицинского обслуживания, введения бесплатного обучения в ВУЗах, повышения стипендий, увеличения государственных затрат на нужды начального и среднего образования, сокращения тарифов. Были отменены некоторые расовые законы, а аборигены получили от государства субсидии. Австралия прекратила участие во Вьетнамской войне, а также нормализовала отношения с КНР, куда стала поставляться австралийская пшеница.
Социально ориентированный политический курс лейбористов вызвал негативную реакцию крупного капитала, и, несмотря на победу на выборах в 1974 году, в 1975 году в ходе политического кризиса, вызванного противодействием оппозиции в парламенте страны, генерал-губернатор Австралии Джон Керр распустил правительство Уитлема и назначил новые парламентские выборы, на которых победили правоцентристские партии.

### Неолиберальный поворот
Несмотря на то, что в 1981 году 34-я конференция АЛП определяла партию как «демократическую социалистическую», когда в 1983 году лейбористы вновь смогли сформировать однопартийный кабинет, он уже стоял на позициях экономического либерализма. В условиях нарастания кризисных явлений в экономике, дефицита бюджета и растущего внешнего долга премьер Боб Хоук и его внутрипартийный конкурент, министр финансов Пол Китинг, повели политику «жёсткой экономии», приватизации, отмены тарифной системы для приватизированных государственных отраслей промышленного сектора, прекращения субсидирования убыточных отраслей промышленности, урезания расходов на социальные нужды, допуска иностранных банков на территорию страны.
Хотя Боб Хоук привёл лейбористов к сравнительно лёгким победам на выборах 1984 и 1987 годов и добился некоторых успехов (в кампании против СПИДа, в открытых диалогах между коренным населением и правительством, в вопросах экологии), ни одно из лейбористских правительств не подвергалось такой критике со стороны однопартийцев, как его. По основным вопросам социально-экономической политики развернулась острая борьба между правым и левым крылом партии, достигшая пика на 36—38-й конференциях АЛП в 1984—1988 годах.
В 1991 году новым лидером партии и премьер-министром стал Пол Китинг, победивший Хоука на внутрипартийных выборах.

## Современное состояние
У партии всегда имелись левое и правое крылья, но с 1970-х они оформились в официальные фракции. Крупнейшими из них являются:
- «Labor Unity» (правая) — поддерживает принципы свободного рынка и союз с США, менее чувствительна к социальным вопросам;
- «Socialist Left» (левая) — выступает за увеличение государственного вмешательства в экономику и против союза с США, активно поднимает темы прав женщин и аборигенов. Джулия Гиллард, хоть формально и входила в умеренное крыло этой фракции («левая Фергюсона»), на практике проводила социал-либеральную политику.

Начиная с 1980-х годов Лейбористская партия сближается по своим взглядам с либерально-национальной коалицией, так что различия между ними заключаются практически в незначительных нюансах.
Специфика подхода Лейбористской партии:
- поддержка государственного вмешательства в экономику и общественную жизнь. Государство должно обеспечить базовые доходы и «достойный уровень жизни» для всех членов общества, качественное и доступное жильё, образование и здравоохранение.
- поддержка принципов свободного рынка, снижения торговых барьеров, дерегулирования промышленности. При этом лейбористы обещают смягчать последствия этих мер для простых людей и осуществлять их более медленными темпами.
- поддержка более высоких уровней иммиграции.
- защита прав аборигенов и дополнительных прав сексуальных меньшинств, права на аборт и эвтаназию.
- критика некоторых аспектов отношений Австралии с США и Великобританией. При этом партия официально поддерживает сохранение тесного альянса с США. Лейбористы выступили против вторжения США в Ирак (2003), но поддержали вторжение в Афганистан (2001).
- поддержка более тесной интеграции со странами Азии.

## Лидеры Лейбористской партии
- Крис Уотсон 1901—08 (премьер-министр 1904)
- Эндрю Фишер 1908—15 (премьер-министр 1908—09, 1910—13, 1914—15)
- Билли Хьюз 1915—16 (премьер-министр 1915—23, исключён из партии в 1916 и создал Националистическую партию Австралии)
- Фрэнк Тьюдор 1916—22
- Мэтью Чарлтон 1922—28
- Джеймс Скаллин 1928—35 (премьер-министр 1929—32)
- Джон Кэртин 1935—45 (премьер-министр 1941—45)
- Бен Чифли 1945—51 (премьер-министр 1945—49)
- Герберт Эватт 1951—60
- Артур Колвелл 1960—67
- Гоф Уитлэм 1967—77 (премьер-министр 1972—75)
- Билл Хейден 1977—83
- Боб Хоук 1983—91 (премьер-министр 1983—91)
- Пол Китинг 1991—96 (премьер-министр 1991—96)
- Ким Бизли 1996—2001
- Саймон Крин 2001—03
- Марк Лейтэм 2003—05
- Ким Бизли 2005—06
- Кевин Радд 2006—10 (премьер-министр 2007—10)
- Джулия Гиллард 2010—13 (премьер-министр 2010—13)
- Кевин Радд в 2013 (премьер-министр в 2013)
- Билл Шортен 2013—2019
- Энтони Албаниз с 2019 (премьер-министр с 2022)